# المنطقة الساحلية الفلسطينية

## نبذة جغرافية وتاريخية

### الساحلالفلسطيني
يمتد الساحل الفلسطيني من راس الناقورة إلى رفح، إذا استثنينا خليج عكا، - وطوله 12 كيلومترًا طرفه الشمالي عكا وطرفه الجنوبي حيفا - يكاد يكون مستقيمًا، ليس فيه موانئ طبيعية صالحة لرسو السفن وخاصة إبان العواصف والأنواء مما جعل الغزاة والفاتحين، منذ أقدم الأزمنة، يكتسحونه من البر. فالمصريون القدماء واليونان والرومان والصليبيون والعثمانيون ونابليون الأول وإبراهيم محمد علي باشا المصري والبريطانيون دخلوه إما من الشمال أو من الجنوب حتى أن ريكاردوس افتتح، في الحملة الصليبية الثالثة، القلاع التي في جنوبي جبل الكرمل من البر.

### السهل الساحليالفلسطيني
السهل الذي يلي الشاطئ يعرف باسم السهل الساحلي الفلسطيني، وتقدر مساحته بنحو 3244 كيلومترًا مربعًا، يُجمع الجيولوجيون على أن شواطئ البلاد وما يليها من سهول كانت تغمرها مياه البحر حتى الجبال، وبفضل تقلصات القشرة الأرضية يذكر العلماء بأن شواطئ بلاد الشام - ومنها فلسطين - أخذت تعلو شيئًا فشيئًا على طريقة ثابتة في مدة العصور الطويلة؛ ويبرهن العالمان لارته - Lartet وهول - Hull بأنهما فحصا البطحاء الممتدة من وراء يافا فاستدلوا على امتداد البحر إلى الرملة واللد. وذلك لأن تركيب هذه السهول من الرمل المحمر المختلط بالحصباء، وإذا اقتربت من الرملة وجدت الأرض المجاورة لها تتكون من الحصى المستدير الشكل وهو متلبد ذو أحجام مختلفة، ومن ثم جمع العالم لارته أنواعًا من الأصداف التي لا تزال إلى يومنا هذا تكتشف في البحر الأبيض المتوسط، فتبين من هذه الملاحظات أن ما أحاط يافا من السهول كانت تغمره مياه البحر سابقًا ثم ارتفعت هذه الأراضي مع الزمن وانحسرت عنها المياه.
ومما يدل على صحة هذا القول أن معدل امتداد الرمل في البحر، بين مدينتي يافا وغزة يبلغ مترًا على الأقل كل سنة.
القسم الشمالي من السهل الفلسطيني يعرف باسم سهل عكا ويمتد من شمالي جبل الكرمل إلى راس الناقورة على مسافة نحو 40 كيلومترًا. وتبلغ مساحته نحو 316 كيلومترًا مربعًا.
ويختلف اتساع السهل الساحلي، فعرضه في سهل عكا يتراوح بين 8 - 16 كم وفي رأس جبل الكرمل يبلغ أقل اتساع له حيث لا يكاد يبلغ عرضه 180 مترًا. وفي جنوبي جبل الكرمل يتراوح بين 10 - 11 كيلومترًا ومن ثم يتسع بغير انتظام حتى يصير عرضه عند يافا وجوارها 21 كم ويزيد عند غزة وأطرافها، حيث يتداخل مع منطقة بئر السبع فيبلغ عرضه نحو 32 كم.
ويتخلل السهل في بعض أماكنه تلال يتراوح ارتفاعها من 200 - 300 قدم: 61 - 91 مترًا. ومن أهم الصعوبات التي تعترضه انتقال الرمال إلى داخله حتى أنها، في بعض الأحيان تغمر الأراضي الساحلية لأكثر من ستة كيلومترات ونصف الكيلومتر للشرق.
كان العرب الكنعانيون يسمون الساحل الخصب من يافا إلى حيفا باسم صارون (سارونة) وشارون، بمعنى سهل ومرج خصب. وعنهم أخذ اليهود هذه التسمية.

### الغابات
كانت غابات السنديان، كما ذكر يوسيفوس فلافيوس واسترابو تملأ قديمًا هذا السهل إلا أنه لم يبق لها أثر اليوم.
ومن أشهر غابات فلسطين في القرن الحادي عشر الهجري - القرن السابع عشر الميلادي - غابة عسقلان، وهو حرج كبير يمتد إلى نواحي الرملة. ومن الغابات غابة أرسوف بالقرب من نهر العوجا يمتد إلى عكا وكان يقال له غاب قلنسوة وهذا الحرج يمتد من قاقون إلى عيون التجار.

### الأنهار
يروي هذا السهل نهران:
- نهر المقطع.
- نهر العوجا.

### العيون والجداول
فضلًا عن هذين النهرين فهناك، في السهل الساحلي الفلسطيني عيون وجداول صغيرة تقوى أو تخف - وقد تجف - وفقًا لما يكون عليه فصل الشتاء من عطاء أو جفاء؛ ووديان وسيول تجري في الشتاء. وكل هذه لو خزنت مياهها لكانت تكفي لري سهولها. وهاي هي أسماء أهم هذه الجداول والعيون والوديان من الشمال إلى الجنوب:
- وادي كركرة.
- وادي القرن.
- الكابري.
- وادي المفشوخ.
- نهر النعامين.
- نهر الدفلة.
- نهر الزرقاء.
- نهر المفجر.
- نهر اسكندرونة.
- نهر الفالق.
- نهر روبين.
- نهر صقرير.
- وادي الحسي.
- وادي غزة.

## مقالات ذات صلة
- جغرافيا فلسطين.
- السهل الساحلي الشمالي.
- الجورة (عسقلان).
- السهل الساحلي الجنوبي.